# Однажды... Тарантино
«Однажды… Тарантино» (21 Years: Quentin Tarantino или QT8: The First Eight) — американский документальный фильм 2019 года, посвящённый жизни и творчеству популярного кинематографиста, лауреата премий «Оскар», BAFTA и «Золотой глобус» Квентина Тарантино. Мировая премьера состоялась 14 октября в Израиле на кинофестивале в Хайфе. Премьера в России — 6 февраля 2020 года («КАРО Арт» и «Экспонента Фильм»).
В основе повествования — беседы с коллегами Тарантино и актёрами, работавшими с ним на съёмочной площадке.

## Появления
- Сэмюэл Л. Джексон
- Тим Рот
- Дженнифер Джейсон Ли
- Диана Крюгер
- Курт Рассел
- Кристоф Вальц
- Джейми Фокс
- Люси Лью
- Брюс Дерн
- Роберт Форстер
- Зои Белл
- Элай Рот
- Майкл Мэдсен
- Стейси Шер
- Скотт Шпигель
- Ричард Н. Гладштейн[англ.]
- Луис Блэк[англ.]
- Квентин Тарантино (архивные кадры)